# Aspidogastrea
 (janvier 2019).
Le contenu est difficilement compréhensible vu les erreurs de traduction, qui sont peut-être dues à l'utilisation d'un logiciel de traduction automatique.
Sous-classe
Synonymes
- Aspidobothria Monticelli, 1888[2]
- Aspidobothrii Burmeister, 1856[2]
- Aspidocotylea Monticelli, 1892[2]

Aspidogastrea est une sous-classe de trématodes (douves) qui comprend environ 80 espèces. C'est un groupe sœur des Digenea. Ces espèces ont une longueur variant d'environ un millimètre à plusieurs centimètres. Ce sont des parasites des mollusques et des vertébrés d'eau douce et de mer (poissons cartilagineux et osseux et tortues). La maturation peut se produire chez le mollusque ou l'hôte vertébré. Aucune de ces espèces n’a d’importance économique, mais le groupe présente un très grand intérêt pour les biologistes car il a plusieurs caractères qui semblent être archaïques.

## Morphologie

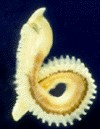
Multicalyx elegans, famille des Multicalycidae.

### Caractéristiques partagées
Les caractéristiques communes du groupe sont un grand disque ventral avec un grand nombre de petites alvéoles (en anglais « suckerlets ») ou une rangée de drageons et un tégument à petites protubérances, appelées « microtubercles ».

### Physiologie larvaire
Les larves de certaines espèces ont des taches ciliées. Celles de Multicotyle purvisi sont au nombre de quatre sur la face antérieure de la ventouse postérieure et de six sur la face postérieure. Celles de Cotylogaster occidentalis présentent un anneau antérieur de huit taches ciliées et un anneau postérieur de six taches, tandis que les larves d'Aspidogaster conchicola, Lobatostoma manteri, Rugogaster hydrolagi n'ont aucun cils.
Les larves de certaines espèces proviennent d'œufs, d'autres non.

### Système excréteur
Comme chez la plupart des plathelminthes, l'organe excréteur des aspidogastriques est la protonéphridie à flamme vibratile. Les deux vessies excrétoires sont situées dorsalement, du côté antérieur de la ventouse postérieure, reliées aux conduits, et de trois « bulbes » de cirtocytes de chaque côté du corps ; les conduits contiennent des cils pour faciliter l'écoulement des excréments.

### Système nerveux
Les aspidogastriques ont un système nerveux est d'une grande complexité, composé de nombreux nerfs longitudinaux (connecteurs) reliés par des commissures circulaires. Le cerveau (commissure cérébrale) est situé sur le dos, dans la partie antérieure du corps, les yeux lui y sont rattachés. Un nerf du connectif principal pénètre dans le pharynx et alimente également l'intestin. En arrière, le connectif principal entre dans la ventouse.
Les récepteurs sensoriels sont dispersés sur la surface ventrale et dorsale, situés surtout sur la surface ventrale, à l'extrémité antérieure et sur la ventouse postérieure. Des études au microscope électronique ont révélé treize types de récepteurs.

## Cycles de vie
Leur cycle de vie est beaucoup plus simple que celui des trématodes digènes, comprenant un mollusque et un hôte vertébré facultatif ou obligatoire. Il n’existe pas de stades larvaires multiplicatifs chez l’hôte mollusque, alors que c'est ce qu'il se passe chez les digènes.
La spécificité de l'hôte de la plupart des aspidogastriques est très faible, c'est-à-dire qu'une seule espèce d'aspidogastrique peut infecter un large éventail d'espèces hôtes, alors qu'un trématode digène typique est limité à quelques espèces (au moins des mollusques). Par exemple, Aspidogaster conchicola infecte de nombreuses espèces de bivalves d'eau douce appartenant à plusieurs familles, ainsi que des escargots d'eau douce, de nombreuses espèces de poissons d'eau douce de plusieurs familles et des tortues d'eau douce.
Les cycles de vie ont été déterminés pour un certain nombre d'espèces. Lobatostoma manteri est un exemple d'une espèce qui a des hôtes vertébrés obligatoires. Les vers adultes vivent dans le petit intestin de Trachinotus blochii, dans la Grande Barrière de corail. Ils produisent un grand nombre d'œufs qui sont excrétés dans les fèces. Si elles sont consommées par divers escargots prosobranches, les larves éclosent dans l’estomac et, selon l'espèce de l'escargot, y restent ou migrent dans les intestins et grandissent.

## Relations évolutives
Les trématodes digènes ont été cultivés dans divers milieux complexes. Cependant, leurs stades parasitaires meurent rapidement dans l'eau. Les aspidogastréens peuvent survivre pendant plusieurs jours, voire plusieurs semaines, en dehors d'un hôte dans une solution saline physiologique simple. Par exemple, l'adulte A. conchicola a survécu dans l'eau pendant quinze jours, et jusqu'à cinq semaines dans un mélange d'eau et de solution saline. L. manteri extrait d'un poisson a pu être maintenu en vie pendant treize jours dans de l'eau de mer diluée dans laquelle il a pondu des œufs contenant des larves infectieuses pour les escargots. Cela a conduit à suggérer que les aspidogastriques sont des trématodes archaïques, pas encore bien adaptés à des hôtes spécifiques, qui ont donné naissance à des trématodes digènes plus "avancés" et que les cycles de vie complexes des trématodes digènes ont évolué.
Les synapomorphies des trématodes sont la présence d'un canal de Laurer, d'une ventouse postérieure (transformée en disque adhésif dans l'Aspidogastrea) et des cycles de vie impliquant des mollusques et des vertébrés. Les études ADN corroborent cette relation de parenté. La question de savoir qui des vertébrés ou des mollusques sont les premiers hôtes des trématodes n'a pas été résolue.
Cette thèse est soutenue par les relations évolutives des hôtes que ces deux sous-classes utilisent. Les hôtes des aspidogastriques comprennent les poissons chondrichtyens (requins, raies et chimères), un groupe âgé de 450 millions d’années, alors que les digènes infectent les poissons téléostéens (210 millions d’années) et divers vertébrés dits «supérieurs» ; très peu d'espèces ont envahi secondairement les chondrichtyens.

## Familles au sein de l'Aspidogastrea
Rohde (2001) distingue quatre familles d’Aspidogastrea :
- la famille des Rugogastridae qui ne comprend qu'un genre, Rugogaster et deux espèces provenant des glandes rectales des poissons holocephalan. Elle se caractérise par une seule rangée de rugae (épaississements transversaux de la surface du corps), de nombreux testicules et deux caeca. Les espèces de toutes les autres familles ont un seul caecum et un ou deux testicules ;
- la famille des Stichocotylidae qui ne comprend qu'une seule et unique espèce, Stichocotyle nephropis, parasitant l'intestin des élasmobranches. Il a une seule rangée ventrale de ventouses bien séparées ;
- la famille des Multicalycidaequi ne comprend qu'un genre, Multicalyx, parasitant l'intestin des holocephalans et des élasmobranches. Il est caractérisé par une seule rangée ventrale d'alvéoles ;
- la famille des Aspidogastridae qui comprend des espèces infectant les mollusques, les téléostéens et les tortues. Le disque adhésif ventral porte trois ou quatre rangées d'alvéoles. Rohde distingue trois sous-familles d'Aspidogastridae, les Aspidogastrinae, les Cotylaspidinae et les Rohdellinae.

Gibson a également reconnu deux ordres, les Aspidogastrida avec la famille unique Aspidogastridae et les Stichocotylida, y compris les Stichocotylidae, Multicalycidae et Rugogastridae. Cependant, les similitudes entre les espèces de ces deux ordres sont si grandes que la distinction ne semble pas justifiée.

## Étymologie
La sous-classe des Aspidogastrea tire son nom du grec ancien aspσπίς, aspis, « bouclier », et γαστήρ, gaster, « estomac / poche ».